# Eublemma leucanitis
Eublemma leucanitis är en fjärilsart som beskrevs av George Francis Hampson 1910. Eublemma leucanitis ingår i släktet Eublemma och familjen nattflyn. Inga underarter finns listade i Catalogue of Life.